# 小林和幸
小林 和幸（こばやし かずゆき、1961年 - ）は、日本の歴史学者。青山学院大学文学部教授。専門は日本近代史。

## 経歴
1961年、長野県生まれ。長野県上田高等学校を経て、青山学院大学文学部史学科で学ぶ。1984年に同大学を卒業し、青山学院大学大学院文学研究科史学専攻に進んだ。学部・大学院では沼田哲の指導を受けた。1989年、博士後期課程退学。
卒業後は、青山学院大学文学部助手となった。宮内庁書陵部主任研究官。1999年に駒澤大学文学部講師、2000年に助教授昇進。2001年7月、「明治立憲政治と貴族院」にて博士 (歴史学)を取得（青山学院大学、論文博士）。2007年、青山学院大学文学部教授となり、現職。

## 研究内容・業績
- 専門は日本近代史、特に幕末・明治維新期から昭和戦前期の政治史および思想史。

## 著作
- 『明治立憲政治と貴族院』（吉川弘文館、2002年　ISBN　9784642037402、オンデマンド版　2022年　ISBN　9784642737401）
- 『谷干城　憂国の明治人』（中公新書、2011年）
- 『「国民主義」の時代　明治日本を支えた人々』（角川選書、2017年）

### 編著
- （岩壁義光・広瀬順晧）『史料で透視する近代日本 歴史資料解読入門』（ゆまに書房、2004年）
- 『近現代日本選択の瞬間』（有志舎、2016年）
- 『明治史講義 テーマ篇』（ちくま新書、2018年）
- 『明治史研究の最前線』（筑摩選書、2020年）
- 『東京10大学の150年史』（筑摩選書、2023年）
- 『葛藤と模索の明治』（有志舎、2023年）

### 刊行史料
- （波多野澄雄ほか全5名）『侍従武官 奈良武次日記・回想録』全4巻（柏書房、2000年、新版2012年）
- 『伊藤博文文書　影印』（伊藤博文文書研究会監修、ゆまに書房、2011年）、編・解題に参与
- （尚友倶楽部史料調査室）『幸倶楽部沿革日誌』（芙蓉書房出版「尚友ブックレット」、2013年）
- 『貴族院関係者談話筆記』（芙蓉書房出版、2024年）、尚友倶楽部共編

## 論文
※単著に収録されたものは除く。

### 雑誌論文
- 「谷干城の議会開設後における対外観・外交論」（『駒沢史学』57号、2001年）
- 「初期貴族院における「対外硬派」について」（『駒澤大學文學部研究紀要』62号、2004年）
- 「谷干城の慶応三年」（『駒沢史学』64号、2005年）

### 単行本所収論文
- 「明治初年の谷干城 谷干城における「輔弼」のかたち」（沼田哲）『明治天皇と政治家群像 近代国家形成の推進者たち（吉川弘文館、2002年）
- 「初期貴族院多額納税者議員の政治的位置づけ」（犬塚孝明）『明治国家の政策と思想』（吉川弘文館、2005年）
- 「近代初期の日本官僚制」（平田雅博・小名康之）『世界史のなかの帝国と官僚』（山川出版社、2009年）